# Histoire de la culture du coton en Algérie
L’histoire de la culture du coton en Algérie a vraiment pris son essor dans les années 1850 à l'instigation de la puissance coloniale française et s'accompagne d'une démarche d'installation de planteurs Européens, organisée par des compagnies soutenues financièrement par l'État français, sur fond de prix du coton élevés grâce à la forte croissance économique mondiale des années 1850. Le coton provient souvent de l’Algerie premier pays producteur

## Le coton était cultivé avant la colonisation française
Le cotonnier existe en Algérie à l'état sauvage et en arbrisseau. Il y était déjà cultivé au Moyen Âge. Des voyageurs arabes ont décrit des plantations de coton qui entouraient les villes de Tobna et de M'sila. Il est cultivé par un petit nombre de tribus. Lors de l'arrivée des Français, en 1832, il est expérimenté au jardin d'essai d'Alger, mais comme une simple curiosité.

## La découverte du potentiel, après le début de la conquête française
Longue et meurtrière, la conquête de l'Algérie par la France s’achève le 23 décembre 1847 par la reddition formelle de l'émir de Mascara, Abd el-Kader, au duc d'Aumale. Une des étapes importantes est le siège de Constantine, future région cotonnière. Cette conquête se conclut par la création des départements français d'Algérie en 1848. 
L'Algérie n'a cependant joué qu'un rôle tardif dans l'histoire de la culture du coton. Cinq ans après le début de la conquête, l'idée d'y cultiver cette plante est encore balbutiante, malgré des cours mondiaux élevés. En 1835, Edmond Pelouze, ancien planteur de coton et propriétaire d'habitation à Sainte-Lucie, devenu industriel, présente des échantillons de coton récolté en Algérie au comité des arts et manufactures, qui conclut qu’il « surpasse les plus belles sortes de coton de la Louisiane, et qu'il devait être classé avec le coton de la Géorgie », le célèbre Sea Island cotton. Il est examiné également par la chambre de commerce de Rouen, qui lui découvre de profondes analogies avec les cotons de Pernambouc et de Bahia (Brésil).
« Parmi les spéculateurs qui se sont rendus en Algérie, plusieurs ont pensé qu'ils ne pouvaient tirer un meilleur parti de leurs capitaux qu'en les employant à la culture des terres », en raison de « la fertilité du sol, la chaleur du climat, la proximité de l'Espagne, de la France et l'Italie, la facilité d'y transporter promptement les produits » note alors Edmond Pelouze, à qui l'on doit l'idée de l'introduction de la culture du coton en Algérie, qu'il a défendue dans un mémoire présenté à l'Académie des sciences. Mais en 1837 et 1838, des tentatives de culture en grand de la Régala ne débouchent pas, faute de colons pour les mettre en œuvre. Le prix du coton est pourtant très élevé, après des récoltes décevantes aux États-Unis et le Corner de 1838 sur le coton américain.
Ce n'est pourtant qu'en 1842 que l'État français se préoccupa de développer cette culture, et sans succès immédiat. L'Exposition universelle de 1844 présente des fils « de coton préparés avec du coton d'Algérie », jugés de meilleure qualité que ceux fabriqués avec les cotons de la Louisiane, à une époque où les alsaciens participent à la conquête du Texas, via la fondation de Castroville.

## Les décrets volontaristes des années 1850
De 1853 à 1858, les Alsaciens du Bas-Rhin sont en moyenne 1200 par an à venir en Algérie, le précédent record datant de 1842 à 1845, avec une moyenne de 1700 par an. De tels flux ne seront plus revus. Ceux du Haut-Rhin, la région de Mulhouse, sont en moyenne de 1900 par an de 1842 à 1845. Tout change avec la croissance économique mondiale des années 1850, permise par l'expansion monétaire découlant de la Californie. Cette très forte croissance entraîne une expansion de l'industrie textile avec par ricocher la flambée des cours du coton. Entre 1849 et 1863, la demande mondiale de coton brut augmente au rythme record de 11,75 % par an, contre 1,15 % entre 1800 et 1848. Ensuite, elle revient à une expansion moins forte, de 2,75 % par an sur la période 1867-1936.
Pour faire face à la pénurie de coton, le gouvernement veut de nouvelles plantations. Les décrets impériaux de 1853 sur le coton en Algérie furent accueillis en octobre avec un véritable enthousiasme par les colons. Ils prévoyaient l'obligation d'acheter pour le compte de l'État, pendant trois ans, à partir de 1854, toutes les récoltes de coton, à un prix fixé d'avance. L'autre axe fixé par ces décrets consistait à attribuer, pendant deux ans, des primes à l'exportation en France des cotons récoltés eu Algérie.
L'effet de ces décrets est radical : en deux ans seulement, le nombre de planteurs de coton en Algérie passe de 109 à environ 1417, soit quatorze fois plus. La production est parallèlement multipliée par vingt. Cependant, les planteurs restent peu nombreux dans les secteurs de Constantine et Sétif, où la conquête militaire avait été très violente, sous la direction du général Jean-René Sillègue.

## L'époque des compagnies et des concessions
La Compagnie de Sétif reçut alors une concession de 20 000 hectares pour fonder des villages peuplés d'immigrés suisses. Deux propriétaires et négociants à Constantine, Héraud et Marill, ainsi que Joly de Brésillon, reçurent chacun une superficie de 2 000 hectares située au territoire de l'Oued-Dekri, dans la subdivision de Constantine. La Compagnie de Brésillon s'engageait à créer sur ces terrains un village de 50 familles européennes, aux mêmes conditions que celles qui avaient été imposées à la Compagnie genèvoise de Sétif, pour chacun des centres qu'elle avait à construire, mais elle ne parvint pas à ses objectifs. 
Malgré ces efforts, concentrés sur la région de Constantine, le tabac occupe toujours en 1855 le premier rang des cultures en Algérie, en valeur. Ensuite vient le coton, qui représente trois fois plus que la laine. Cette année-là, 3 750 hectares étaient encore plantées en tabac, surface à peu près équivalente de celle qui est cultivée en coton (près de 4000 hectares). Ensuite l'Oranie produit en 1860, à elle seule, 145 des 150 tonnes de coton algérien, tandis que la population européenne reste concentrée dans le secteur d'Alger.
La population européenne en Algérie était alors de 155 607 personnes, la province d'Alger représentant la moitié, avec 71 288 habitants, celle d'Oran 51 393 et celle de Constantine seulement 32 926.

## Séductions en Angleterre et chemin de fer
En 1856 un article du Times titré « L'Inde et l'Algérie ? » affirme que le gouverneur général de l'Algérie a envoyé un représentant à Londres, qui a réussi à engager des capitalistes à entreprendre en Algérie de grandes opérations de culture du coton et de colonisation. La Correspondance de Londres démentit en citant un spécialiste du coton, William Elliot, commissaire de la Caroline du Sud américaine à l'exposition universelle de 1855, qui s'exprime dans son rapport au gouverneur esclavagiste de la Caroline du Sud.

« Le sol et le climat de l'Algérie sont favorables à la production des plus belles variétés de Sea Island cotton, même si « une seule province, la province d'Oran, possède pleinement ce privilège » mais « la rareté des travailleurs et l'élévation des salaires qui en est la conséquence » sont « le plus grand obstacle qui s'oppose, en Algérie, à la poursuite de la culture du coton », explique-t-il, en ajoutant qu'« on cessera d'être contraint d'employer des hommes chèrement payés là où des femmes et des enfants feraient aussi bonne, sinon meilleure besogne ». »

Pour faciliter le développement du coton, la Compagnie des chemins de fer algériens, présidée par Ferdinand Barrot est favorisée. Elle obtient, par les lois des 20 et 11 juillet 1860, une concession pour la construction et l'exploitation des lignes d'Alger à Blida, de Philippeville à Constantine et d'Oran à Saint-Denis-du-Sig. Ces trois courtes lignes entrant dans l'intérieur des terres s'inspirent du modèle anglais en Inde, où le premier train roula le 22 décembre 1851, afin de transporter du matériel de construction à Roorkee. Il avait précédé de 18 mois le premier train de voyageurs entre Bombay et Thana (soit 34 km), inauguré le 16 avril 1853.

## L'hésitation des industriels alsaciens
Encore plus volontariste, le décret du 25 avril 1860 prévoit des subventions pour la construction de barrages ou de forages d'irrigation et l'achat de machines à égrener. En 1862, alors que la guerre de Sécession américaine bat son plein, Gustave Imbert Koechlin, négociant à Mulhouse et l'industriel Augustin Pouyer-Quertier, industriel cotonnier et député de Rouen, annoncent la création d'une "Compagnie française" qu'Augustin Pouyer-Quertier préside, au capital de 25 millions de francs, pour entreprendre la culture du coton en Algérie. Les débats sur la colonisation sont cependant vifs. Les industriels, qui savent que la conquête de l'Algérie par la France a été très violente, ne veulent pas dépendre de plantations tenus par des aventuriers, ou exposées à des risques sociaux et politiques.
Les hésitations des industriels alsaciens à s'engager dans la compagnie d'Augustin Pouyer-Quertier sont alors fustigées dans un article de Wilfried de Fonvielle: « Tandis que Manchester agit, Mulhouse délibère », s'emporte le journaliste. Déplorant d'être « déguisé en partisan du régime militaire », il craint de devoir aller chercher la « précieuse toison cotonnière jusqu'à Liverpool, et payer double fret, double commission, pour emporter piteusement les rognures de Manchester », alors que les industriels n'ont selon lui « rien à redouter des pouvoirs, même les plus arbitraires ».
Certains industriels alsaciens comme Joseph Koechlin-Schlumberger se sont cependant impliqués en faveur du coton algérien. Mais avec des nuances, en écrivant au gouvernement pour demander que l'émigration soit mieux organiséeet que cette culture repose sur de vrais agriculteurs venus de France. L'un d'eux, Édouard Berthe, industriel du Haut-Rhin harangue les autres : « Messieurs les fabricants prennent donc l'initiative, que les ouvriers auxquels ils ne peuvent plus donner d'ouvrage dans leurs fabriques soient occupés par eux à cultiver le coton en Algérie. Qu'ils envoient à leur tête des personnes instruites et aptes à entreprendre de vastes plantations ».
Au Sénat, en 1862, les débats font rage : le compte Guillaume Boudin de Tromelin rappelle que les hollandais en Indonésie visaient « uniquement à exploiter cette possession sans montrer la moindre sollicitude pour les populations indigènes » et qu'« en 1823, une insurrection terrible éclate sous la conduite d'un chef militaire et religieux, Dhipo Négoro », pendant cinq ans, qui voient « 8 000 soldats européens périrent pour rétablir le pouvoir des Hollandais fortement ébranlé ».
Il faut « prendre, au contraire, pour règle l'Algérie par les indigènes, et la colonisation libre se propageant d'elle-même sans l'intervention de l'État », conclut-il.

## L'abandon presque complet dans les années 1930
En 1865, l'Algérie cultivait déjà 3 000 hectares de coton et en 1926, 10 000 hectares. Mais la baisse brutale des cours mondiaux vers 1935 a amené l'abandon presque complet de la culture du coton. La dernière cueillette a lieu en 1972, mais l’Algérie, devenue importatrice, a décidé en 2005 de relancer la culture du coton sur son territoire pour alimenter les usines de textile de ses voisins marocain et tunisien.